# Latino sine flexione
Latino sine flexione, literalmente «latín sin flexión», abreviado LSF, también llamado Interlingua de Peano (abreviado IL), es una lengua auxiliar presentada por el matemático italiano Giuseppe Peano en el año 1903. Es una versión simplificada de la lengua latina, libre de flexiones nominales y verbales: a nivel de vocabulario, utiliza únicamente la forma ablativa de los nombres y la forma imperativa de los verbos; a nivel de gramática, utiliza preferentemente partículas gramaticales (por ejemplo, la preposición de expresa genitivo).
El esbozo inicial fue publicado en la Rivista di Matematica / Revue de Mathématiques, bajo el título Latino sine Flexione, Lingua Auxiliare Internationale. Peano argumenta que otras lenguas auxiliares son innecesarias, ya que generalmente la lengua latina ya aporta la terminología científica internacional. El artículo empieza en latín clásico, y gradualmente suprime las diversas flexiones gramaticales, mostrando así la aplicación práctica de la idea.

## Historia
El artículo «De Latino Sine Flexione» cita una serie de ideas de Leibniz para la adopción de una forma muy simplificada de latín. El artículo de Peano desarrolló la idea de una manera seria, ganando así reputación entre el movimiento de las lenguas auxiliares.
En 1904 Peano publicó un ensayo sobre la manera de obtener la gramática mínima de un eventual Latino minimo, con un vocabulario mínimo puramente internacional.
Durante años, Peano y algunos colegas publicaron artículos en Latino sine flexione en la Rivista di Matematica / Revue de Mathématiques. Peano incluso publicó la edición final de su conocido Formulario mathematico en Latino sine flexione (1908), por un deseo de demostrar su utilidad práctica como nueva lengua internacional. Irónicamente como indica Hubert Kennedy, muchos matemáticos ignoraron esta edición final, ya que no les atraía el aspecto artificial del lenguaje utilizado.
En octubre de 1907, Peano estaba en el Collège de France de París participando en la Delegación para la Adopción de una Lengua Auxiliar Internacional. Habiendo declarado en favor de la adopción de su Latino sine flexione, finalmente no pudo participar en la votación final, por causa de asuntos laborales en Turín.
El 26 de diciembre de 1908, Peano fue elegido miembro y director de la Akademi internasional de lingu universal (en Idiom Neutral: Academia internacional de la lengua universal). Esta academia fue refundada un año después, bajo el nombre (ya en LSF) Academia pro Interlingua. Cada académico podía usar su forma favorita de Interlingua, el término entendido inicialmente en un sentido general, como sinónimo de lengua internacional. En este sentido coexistían con el LSF las dos lenguas anteriores de la Academia, el Volapük y el Idiom Neutral. Finalmente el término Interlingua pasó a denotar una versión reformada del Latino sine flexione, modelada según las reglas comunes que la Academia Pro Interlingua iba adoptando por votaciones frecuentes de sus miembros (Kennedy, p. 185), con la correspondiente forma abreviada IL (acrónimo de Inter-Lingua). Este proceso de reforma queda reflejado en las páginas de Discussiones, la revista oficial de la Academia pro Interlingua desde el 1909 al 1913. Esta y posteriores revistas de la Academia han sido recientemente publicadas en CD-Rom por el departamento de matemáticas de la universidad de Turín, el lugar donde Peano desarrolló su actividad de docencia e investigación.

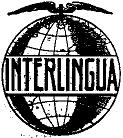
Signo de Interlingua en 1911 (Discussiones N. 12)

Cada miembro de la Academia era libre de escribir en su estilo personal de Interlingua, y de hecho algunos miembros propusieron reformas radicales que eventualmente podían acabar convirtiéndose en lenguas independientes (como el Romanal de Michaux, o el Interlingue de De Wahl). Por esta razón, el nombre Interlingua de Peano puede considerarse el nombre más preciso para un lenguaje que en 1915 ya presentaba algunas diferencias importantes respecto al Latino sine flexione de 1903. En el artículo «De Latino Sine Flexione» Peano había propuesto tomar los nombres latinos en la forma más simple, no necesariamente el ablativo (por ejemplo, nomen en lugar de nomine ). En consecuencia, en 1909 Peano publicó un vocabulario para orientar en la selección de la forma apropiada de cada nombre, a pesar de que un valor esencial de la Interlingua de Peano era que su léxico podría encontrarse directamente en cualquier diccionario latín, mediante la vocal temática de la raíz para la terminación del genitivo.
Finalmente un extenso vocabulario multilingüe de 14000 términos fue publicado en 1915.
En 1951 fue presentada una nueva Interlingua por Alexander Gode como último director de la International Auxiliary Language Association (Asociación internacional de la lengua auxiliar). Fue presentada como independiente de la Interlingua de Peano, porque era el resultado de un nuevo método lexicográfico que seleccionaba los prototipos comunes más recientes. Ahora bien, este método generalmente conduce al ablativo latín, de manera que la mayor parte del vocabulario de la Interlingua de Peano sería conservado. De acuerdo con eso, el mismo nombre Interlingua fue conservado, aunque abreviado por un acrónimo diferente: IA en lugar de IL.

## Alfabeto
Latino sine flexione utiliza el alfabeto latino moderno de 26 letras, aunque las letras K y W se usan raramente.
| Mayúsculas |   |   |   |   |   |   |   |   |   |   |   |   |   |   |   |   |   |   |   |   |   |   |   |   |   |
| A          | B | C | D | E | F | G | H | I | J | K | L | M | N | O | P | Q | R | S | T | U | V | W | X | Y | Z |
| Minúsculas |   |   |   |   |   |   |   |   |   |   |   |   |   |   |   |   |   |   |   |   |   |   |   |   |   |
| a          | b | c | d | e | f | g | h | i | j | k | l | m | n | o | p | q | r | s | t | u | v | w | x | y | z |

## Pronunciación
En Latino sine flexione hay dos sistemas posibles de pronunciación, el latín clásico y el italiano, aunque Peano considera el sistema clásico más simple.
El valor fonético de las letras generalmente coincide con los valores característicos del alfabeto fonético internacional, con las siguientes excepciones:
c equivale a /k/, aunque tendiendo a /c/ ante /e/, /i/.
v equivale a /w/.
x equivale a /ks/.
y equivale a /i/.
ph, th, ch, rh, equivalen respectivamente a /f/, /t/, /k/, /r/.
Generalmente el acento va en la penúltima sílaba, por ejemplo: latino, flexione.

## Partes del Discurso
Ya que los nombres se toman en la forma ablativa, y ésta no aparece explícitamente en los diccionarios de latín, Peano propone que la terminación de ablativo que utiliza el LSF puede deducirse del genitivo, esto es: nombres acabados en -a -o -e -u -e, por los respectivos genitivos en -æ -i -is -us -ei.

Igualmente, ya que los verbos se toman en la forma imperativa, propone que ésta puede deducirse del infinitivo presente, esto es: verbos acabados en -a -e -e -i, por los respectivos infinitivos en -are -ere -ĕre -ire. Los ejemplos que siguen son tomados de los textos de muestra.

### Sustantivos
1. -a, -ae > -a (ejemplos: fortuna, gratia, natura, poeta, terra, vita)
2. -(us), -i > -o (cælo, debito, Deo, medico, populo, regno, scripto, verbo)
3. -(is), -is > -e (arte, debitore, lite, nomine, oratore, pane, patre, tentatione, virtute, voce, voluntate)
4. -us, -us > -u (gustu, manu)
5. -es, -ei > -e

En el esbozo original del LSF (1903), la terminación de plural (-s) no se usa cuando la idea de plural ya viene indicada por un determinante de número (plure, multo, etc.) o por el contexto general. En cambio, en el diccionario de 1915 se observa una tendencia a utilizar la terminación de plural en todos los casos.

### Verbos
1. -o, -are > -a (ejemplos: adjuva, cura, da, designa, disputa, imita, impera, labora, lava, libera, manduca, sta, vola)
2. -eo, -ere > -e (debe, mane)
3. -o, -ĕre > -e (divide, ede, exclude, gene, induce, nasce, remitte, vive)
4. -io, -ire > -i (adveni)

Peano aconseja evitar la voz pasiva, es decir, frases tipo Sujeto–Verbo pasivo–Agente, o similares. Ahora bien, hay la posibilidad de expresar la voz pasiva mediante el participio pasivo (es facto = latín facitur).
Como ya sucede en latín vulgar (Grandgent, §114), los verbos deponentes adoptan la forma activa (imita, nasce, etc.).
El tiempo pretérito puede ser indicado per diversas partículas delante del verbo, principalmente: e (partícula indoeuropea, utilizada especialmente en griego); o bien jam entendido como indicador de pretérito perfecto simple.

El tiempo futuro puede ser indicado por la partícula i (del verbo ire); vade (de vadĕre); o bien vol (de velle, como en lengua rumana).

### Adjetivos y participios
1. -us, -a, -um, genitivo -i > -o (ejemplos: alio, facto, ipso, longo, malo, medio, nostro, quotidiano, sanctificato, tuo).
2. -is, -is, -e, genitivo -is > -e (breve, forte)

### Adverbios
Teóricamente el adjetivo ya puede hacer la función de adverbio. Ahora bien, se suele adjuntar la expresión in modo, en consonancia con la partícula latina quo-modo. Por ejemplo: in modo voluntario, o bien voluntario-modo (de modo voluntario, voluntariamente).

### Partículas gramaticales
Las partículas que no hacen variación flexional en latín clásico se toman en su forma natural:
- supra, infra, intra, extra… (contrastando con superiore, inferiore, interiore, exteriore de superior, -oris etc.)
- super, subter, inter, praeter, semper… (contrastando con nostro, vestro, dextro… de noster, -tra, -trum etc.)
- tres, quatuor, quinque, sex, septem, octo, novem, decem… (contrastando con uno de unus, -a, -um; duo de duo, -ae, -o; nullo de nullus, -a, -um; multo de multus, -a, -um, etc.)
- Otras preposiciones: ab, ad, cum, de, ex, in, per, pro, sine, etc.
- Algunas conjunciones: aut, et, nam, sed, si, sicut, etc.
- Pronombres: me, te, se, nos, vos, illo, illos; que, qui, etc.
- Adverbios especiales: antea, cras, hic, hodie, nunc, postea, semper, etc.
- Partícula de negación: non.
- Artículo: Teóricamente no se utiliza, pero Peano plantea la posibilidad de utilizar illo como artículo determinado, y uno como indeterminado.

## Textos de muestra
El siguiente texto es el Padre nuestro.
| Versión en Latino sine flexione: | Versión en latín: | Versión en castellano: |
| Patre nostro, qui es in cælo, que tuo nomine fi sanctificato. Que tuo regno adveni; que tuo voluntate es facto sicut in cælo et in terra. Da hodie ad nos nostro pane quotidiano. Et remitte ad nos nostro debitos, sicut et nos remitte ad nostro debitores. Et non induce nos in tentatione, sed libera nos ab malo. Amen. | Pater noster, qui es in cælis, sanctificetur nomen tuum. Adveniat regnum tuum. Fiat voluntas tua, sicut in cælo, et in terra. Panem nostrum quotidianum da nobis hodie, et dimitte nobis debita nostra, sicut et nos dimittimus debitoribus nostris. Et ne nos inducas in tentationem, sed libera nos a malo. Amen. | Padre nuestro, que estás en el cielo, santificado sea tu Nombre; venga a nosotros tu reino; hágase tu voluntad, como en el cielo, así en la tierra. Danos hoy nuestro pan de cada día; y perdona nuestras deudas, como también nosotros perdonamos a nuestros deudores; Y no nos induzcas a la tentación, sino líbranos del mal. Amén. |

Para acabar, algunos proverbios clásicos:
| Latín                                     | Latino sine flexione                | Español                                             |
| ----------------------------------------- | ----------------------------------- | --------------------------------------------------- |
| Ars imitatio naturae est.                 | Arte imita natura.                  | El arte es imitación de la naturaleza.              |
| Ars longa, vita brevis.                   | Arte (es) longo, vita (es) breve.   | El arte (es) largo, la vida (es) breve.             |
| Designatio unius est exclusio alterius.   | Qui designa uno, exclude alio.      | La designación de uno es la exclusión de otro.      |
| Divide et impera.                         | Divide et impera.                   | Divide e impera.                                    |
| Do ut des.                                | Me da ut te da.                     | Doy para que des.                                   |
| Edimus ut vivamus, non vivimus ut edamus. | Nos ede pro vive, ne vive pro ede.  | Comemos para vivir, no vivimos para comer.          |
| Fortes fortuna adjuvat.                   | Fortuna juva forte.                 | La fortuna ayuda a los fuertes.                     |
| Gratia gratiam parit, lis generat litem.  | Gratia gene gratia, lite gene lite. | La gracia genera gracia, el litigio genera litigio. |
| De gustibus non est disputandum.          | Nos ne debe disputa de gustu.       | De gustos no hay que discutir.                      |
| Hodie mihi, cras tibi.                    | Hodie ad me, cras ad te.            | Hoy a mí, mañana a ti.                              |
| In medio stat virtus.                     | Virtute sta in medio.               | En el medio está la virtud.                         |
| Manus manum lavat.                        | Manu lava manu.                     | La mano lava la mano.                               |
| Medice, cura te ipsum.                    | Medico, cura te ipso.               | Médico, cúrate a ti mismo.                          |
| Nascimur poetae, fimus oratores.          | Nos nasce poeta et fi oratore.      | Nacemos poetas, nos convertimos en oradores.        |
| Qui non laborat, non manducet.            | Qui non labora, non debe manduca.   | Quien no trabaja, que no coma.                      |
| Verba volant, scripta manent.             | Verbo vola, scripto mane.           | Las palabras vuelan, los escritos quedan.           |
| Vox populi, vox Dei.                      | Voce de populo, voce de Deo.        | La voz del pueblo, la voz de Dios.                  |

## Críticas
Según el científico Lancelot Hogben, autor de la lengua auxiliar Interglossa, la Interlingua de Peano no expone una gramática suficientemente clara. Hogben considera que el punto débil de las lenguas auxiliares en general suele ser que o bien tienen demasiada gramática del tipo erróneo, o bien no bastante del tipo correcto. (p. 10). En particular, Hogben argumenta que como mínimo los nombres y los verbos habrían de ser fácilmente distinguibles por unas terminaciones características, para poder captar inmediatamente la estructura de cada frase (ya sea la típica: Sujeto-Verbo-Objeto, o cualquier otra). Así, en la Interlingua de Peano los verbos podrían adoptar alguna forma específica, como el infinitivo, que es suficiente en el discurso indirecto latín. En cambio, Peano propone el imperativo:

Lingua latino habet discurso directo, ut: “Amicitia inter malos esse non potest”, et discurso indirecto: “(Verum est ) amicitiam inter malos esse non posse”. Si nos utimur semper de discurso indirecto, in verbo evanescit desinentia de persona, de modo, et saepe de tempore. Sumimus ergo nomen inflexibile, per persona modo et tempore, sub forma magis simplice, qui es imperativo.

[Traducción: La lengua latina tiene discurso directo, como “La amistad entre los malos no puede ser”, y discurso indirecto: “(Es verdad ) que la amistad entre los malos no puede ser ”. Si usamos siempre el discurso directo, en el verbo desaparece la desinencia de persona, de modo, y a menudo de tiempo. Tomamos pues el nombre inflexible, por persona, modo y tiempo, bajo la forma más simple, que es el imperativo.
Peano, «De Latino Sine Flexione» (1903, § 4)

La falta de un artículo puede generar problemas, ya que en Latino sine flexione los substantivos no tienen una terminación distintiva respecto a los adjetivos y verbos. Peano ya sugirió que el pronombre illo (ello, aquel) podría funcionar como artículo, pero para Hogben un artículo ha de ser un artículo "puro" sin valor pronominal. Otras lenguas auxiliares han probado algún tipo de marca distintiva (por ejemplo, la terminación adjetival -a de Esperanto, la -i de Interlingue, o bien la posición fija del adjetivo ante el nombre por Interglossa). Según Hogben, la sintaxis de Peano sería más conservadora:

Because P [Peano’s Interlingua] is the isolating offspring of its highly flexional parent, Latin, it has a poor equipment of empty words, and an aristocratic indifference to the necessity for simple rules of sentence-construction.  The fact is that no pioneer of language-planning –least of all Peano– has undertaken the task of investigating what rules of word-order contribute most to intrinsic clarity of meaning and ease of recognition.

[Traducción: Ya que la Interlingua de Peano es el descendiente aislante de su padre altamente flexional (el latín), tiene un equipamiento pobre de palabras vacías [artículos], y una indiferencia aristocrática a la necesidad de reglas simples para la construcción de frases. El hecho es que ningún pionero de la planificación de lenguas –el que menos Peano– ha emprendido la tarea de investigar cuales reglas de orden de palabras contribuye más a la claridad intrínseca de significado y facilidad de reconocimiento.]
Lancelot Hogben, Interglossa (1943, p. 11)

Revisando un listado de los títulos latinos más conocidos, se puede concluir que la secuencia nombre-adjetivo es la norma en latín, aunque la secuencia inversa también es corriente. La proporción es aproximadamente de 2 sobre 1 en una lista de títulos latinos comentada por Stroh. Por ejemplo, “Principia Mathematica”.
En cuanto a la secuencia nominativo-genitivo, puede ser la norma en latín en una proporción similar. Por ejemplo, “Systema Naturae”. De hecho, la secuencia nominativo-genitivo siempre ha de ser la norma en la Interlingua de Peano, ya que la preposición de precede al genitivo. Así, Philosophiæ Naturalis Principia Mathematica se traduciría Principio Mathematico de Philosophia Naturale. Ya que la función de ambos, adjetivo y genitivo, es a menudo la misma, se puede inferir que la secuencia nombre-adjetivo podría ser siempre la norma:
Adiectivo qui deriva ab sustantivo vale genitivo: "aureo = de auro".
[Traducción: El adjetivo que deriva del substantivo equivale al genitivo: "áureo = de oro".]
Peano, De latino sine flexione (1943, § 6)